# Rabak, Sudan
Rabak (arabiska: ربك) är huvudstaden i sudanesiska delstaten an-Nil al-Abyad (Vita Nilen).
Staden ligger på den östra stranden av Vita Nilen, cirka 260 km söder om Khartoum. Mittemot staden, på andra sidan floden, ligger staden Kosti. Rabak blev delstatshuvudstad 1994. 